# Nogometni klub Jarun Zagreb
Il Nogometni klub Jarun, meglio noto come Jarun, è una società calcistica con sede nell'omonimo quartiere di Zagabria, la capitale della Croazia.
Fondata nel 1921, nella stagione 2021–22 milita nella Druga HNL, seconda divisione della piramide calcistica croata.

## Storia
Il club viene fondato nell'estate 1921 a Jarun, un quartiere alla periferia di Zagabria, a sud-ovest della città, lungo la riva del fiume Sava. La prima riunione è tenuta nel cortile di Ivan Bartolić: Mirko Fočić viene eletto presidente e Mirko Oršić segretario. I fondatori del ŠK Jarun sono: Mirko Oršić, Milan Bartolić, Stjepan Židanić, i fratelli Mirko, Mijo e Jogo Fočić, i fratelli Marko e Josip Bartolić, i fratelli Ivan, Stjepan e Kazimir Fočić, i fratelli Franjo e Stanko Oršić, e Stjepan Bartolić.
Il desiderio è quello di unirsi alla ZNP (Zagrebački Nogometni Podsavez, la sottofederazione calcistica di Zagabria), ma per 18 anni non ci riescono. Infatti l'autorità competente di Vrapče (a quel tempo il territorio di Jarun è sotto il comune di Vrapče ed il confine esterno della città di Zagabria è il torrente Černomerec) giudica il ŠK Jarun come "un raduno di persone politicamente indesiderabili", quindi viene negato il permesso di diventare membro della ZNP o della JNS (la federazione calcistica jugoslava) e di prendere parte alle competizioni o disputare amichevoli con club membri della ZNP. I club che portano il nome di una società non possono diventarne membri, spiegando ciò con il fatto che il nome del club è utilizzato per scopi pubblicitari (ŠK Uljara, ŠK Kastner-Öhler, ecc.). Pubblicando la notizia sul bollettino ufficiale dello ZNP numero 18 del 12.5.1939, finisce l'attività irregolare del ŠK Jarun, il club viene accettato come membro temporaneo e successivamente, dopo aver adempiuto ai suoi obblighi, diviene un membro regolare.
Nei 18 anni in cui non è membro della ZNP, il ŠK Jarun disputa amichevoli con le altre "divlji klub" (squadre selvagge) quali ŠK Aston Villa
ŠK Barcelona, ŠK Europa, HŠK Frankopan, ŠK Graničar, ŠK Gusar, ŠK Jarun, ŠK Juventus, ŠK Kastner i Öhler, ŠK Rapid, ŠK Ribarski, ŠK Savica, ŠK Skakavci, ŠK Tomislav, ŠK Uljara, ŠK Uranija, HŠK Velebit e ŠK Vila.
Dopo la seconda guerra mondiale, nel 1945 lo ŠK Jarun riappare come FD Borac, e poco dopo come ŠD Borac, e mantiene questo nome fino al 28 agosto 1990.
Nella sede del club, il 17 giugno 1989 viene fondata l'Unione Democratica Croata (HDZ in croato) da alcuni nazionalisti dissidenti, guidati da Franjo Tuđman. La riunione si sarebbe dovuta tenere all'hotel Panorama di Zagabria, ma la polizia jugoslava ha vietato la manifestazione, che viene così spostata in segreto nella sede del NK Borac.
Negli anni della Croazia indipendente, il NK Jarun milita prevalentemente nei campionati minori della zona di Zagabria. Il salto fra i professionisti avviene nell'estate 2021, quando, dopo aver vinto il proprio campionato (3. HNL Središte), batte nei play-off promozione prima il Mladost Ždralovi in semifinale e poi il Belišće in finale.

## Strutture

### Stadio
Il club disputa le partite casalinghe allo Stadion NK Jarun, sito in Ogulinska ulica, e con una capienza di 1000 posti.

## Palmarès

### Competizioni nazionali
- Treća HNL: 1

2020-2021